# Алигусейнов, Агагусейн Мехтиевич
Ага́ Гусе́йн Гусе́йнов (1908, Азербайджан — ?) — деятель советской юстиции, прокурор Азербайджанской ССР. Входил в состав особой тройки НКВД СССР.

## Биография
Ага Гусейн Гусейнов родился в Азербайджане. Его трудовая деятельность была связана с работой в структурах юстиции Азербайджана. В 1936—1938 годах прокурор Азербайджанской ССР. Этот период отмечен вхождением в состав особой тройки, созданной по приказу НКВД СССР от 30.07.1937 № 00447 и активным участием в сталинских репрессиях.
В декабре 1937 года избрался депутатом в Совет национальностей Верховного Совета СССР I созыва от Азербайджана.
Участник Великой Отечественной войны, майор юстиции.
После войны — председатель Арбитражного суда, главный арбитр министерства юстиции Азербайджанской ССР. В июне 1953 года снят с должности, в декабре того же года восстановлен.
Умер до 1985 года.